# Chaplin som Mesterbokser
Chaplin som Mesterbokser er en amerikansk stumfilm fra 1915 af Charles Chaplin.

## Medvirkende
- Charles Chaplin
- Edna Purviance
- Ernest Van Pelt som Spike Dugan
- Lloyd Bacon
- Leo White